# El amor brujo (película de 1967)
El amor brujo es una película española de 1967, dirigida Francisco Rovira Beleta. Está protagonizada por Antonio Gades, Josefa Cotillo Martínez 'La Polaca' y el bailarín de origen argentino Rafael de Córdova. 
Fue nominada en 1967 a los Premios Oscar como Mejor Película de Habla no Inglesa. 
Se trata de una versión libre basada, según los créditos iniciales, en el ballet El amor brujo de Manuel de Falla y el libreto de Gregorio Martínez Sierra, aunque en realidad el mismo es obra de su esposa María de la O Lejárraga García.  
Existen dos versiones cinematográficas más con idéntico nombre: la de 1949 de Antonio Román y la de 1986 con Carlos Saura en la que además participan varios de los mismos intérpretes que en esta versión. 

## Argumento
Candela (La Polaca) vive obsesionada con el recuerdo de su amante Diego (Rafael de Córdova), muerto en una reyerta y cuyo fantasma parece asediarla y envolverla en una inexplicable red de alucinaciones. Antonio (Antonio Gades), que está enamorado de Candela, lucha por liberarla de esta hechicería y se da cuenta realmente de que alguien trata de aterrorizarla, es entonces cuando Candela y Antonio deciden desenmascarar al culpable de la trama en un desenlace entre bailes, peleas y amor. 

## Música
La banda sonora oficial de la película fue creada por Ernesto Halffter y en la guitarra Narciso Yepes.
La coreografía estuvo a cargo de Alberto Lorca.

## Reparto
- La Polaca...Candela
- Antonio Gades...Antonio
- Rafael de Córdova...Diego
- Morucha...Lucía
- Nuria Torray...Soledad
- José Manuel Martín...Lorenzo
- Fernando Sánchez Polack...Padre de Candela

En los bailes contó con las bailaoras Curra Hoyos y Cristina Jiménez y el Cuerpo de baile flamenco. 
También aparecen en escenas de acompañamiento musical: Encarnación Sallago, El Lebrijano, José El Rumbero, el cantaor Chaqueta de Cádiz, Teresa María (voz) y los Coros de la Capilla Clásica Polifónica del FAD bajo la dirección de Enrique Ribó.
En las guitarras: Emilio de Diego, Niño de los Rizos, un joven Camarón de la Isla, Pepe Maya y la Orquesta de Cámara de la Ciudad de Barcelona.

## Reconocimientos
Festival Internacional de Cine de Moscú de 1967
| Categoría       | Resultado |
| --------------- | --------- |
| Sección oficial | Incluida  |